# Drense
Drense ist ein Ortsteil der Gemeinde Grünow im Landkreis Uckermark im Nordosten des Landes Brandenburg. Der Ort gehört dem Amt Gramzow an und war bis zum 31. Dezember 1997 eine eigenständige Gemeinde.

## Lage
Drense liegt in einem Grundmoränegebiet zwischen den Flüssen Ucker und Randow in der Uckermark, etwa sieben Kilometer östlich der Kreisstadt Prenzlau. Die Gemarkung von Drense grenzt im Nordosten an den Ortsteil Ziemkendorf in der Gemeinde Randowtal, im Südosten an Damme, im Süden an Dreesch und im Westen an Grünow. Die Gemarkung von Drense grenzt im Westen an den Grünower See, weitere kleinere Seen auf dem Gebiet des Ortes sind der Große und der Kleine Aalsee, der Große und der Kleine Wodrow See. Zu Drense gehört neben dem Hauptort noch eine südlich gelegene Ausbausiedlung.
Das Dorf liegt an einem Abzweig der Landesstraße 25 zwischen Prenzlau und Penkun. Durch das Gemarkungsgebiet von Drense führt die Bundesautobahn 20, deren Anschlussstelle Prenzlau-Süd ist weniger als einen Kilometer entfernt.

## Geschichte
Steinzeitliche Spuren hat die Kultstätte von Drense hinterlassen. Ausgehend vom 6. Jahrhundert wurde das Gebiet um Drense vom slawischen Stamm der Ukranen besiedelt. Im 8. Jahrhundert legten diese in der Nähe des Ortes eine Burganlage an, die bis zum 12. Jahrhundert erweitert wurde. Diese Burg entwickelte sich zur Hauptburg der Ukranen und war Sitz des Stammesoberhauptes. Erstmals urkundlich erwähnt wurde der Ort Drense im Jahr 1332 in einem Schutzbrief der pommerschen Herzöge Otto und Barnim mit der Schreibweise drenze. Der Ortsname stammt aus dem Slawischen und bedeutet wörtlich übersetzt „Ort, wo Stangen sind“. Vermutlich bezieht sich der Ortsname auf die Erwerbstätigkeit der Fischerei im Dorf.
Drense gehörte historisch zum Besitz des Klosters Seehausen und kam somit während der Säkularisation im Jahr 1539 an das neu gebildete Klosteramt Gramzow-Seehausen. Ab 1902 bestand in Drense eine Bahnstation an der Bahnstrecke Prenzlau–Löcknitz. Bis 1952 war die Gemeinde Drense ein Teil des Landkreises Prenzlau in der preußischen Provinz Brandenburg, danach kam der Ort an den Kreis Prenzlau im Bezirk Neubrandenburg. Nach der Wende kam die Gemeinde Drense in das Land Brandenburg. Im Jahr 1991 wurde dem Ort die Auszeichnung 1. Uckermärkisches Geschichtsdorf verliehen. Seit der brandenburgischen Kreisreform 1993 liegt Drense im Landkreis Uckermark. Am 31. Dezember 1997 wurde der Ort nach Grünow eingemeindet.

## Sehenswürdigkeiten

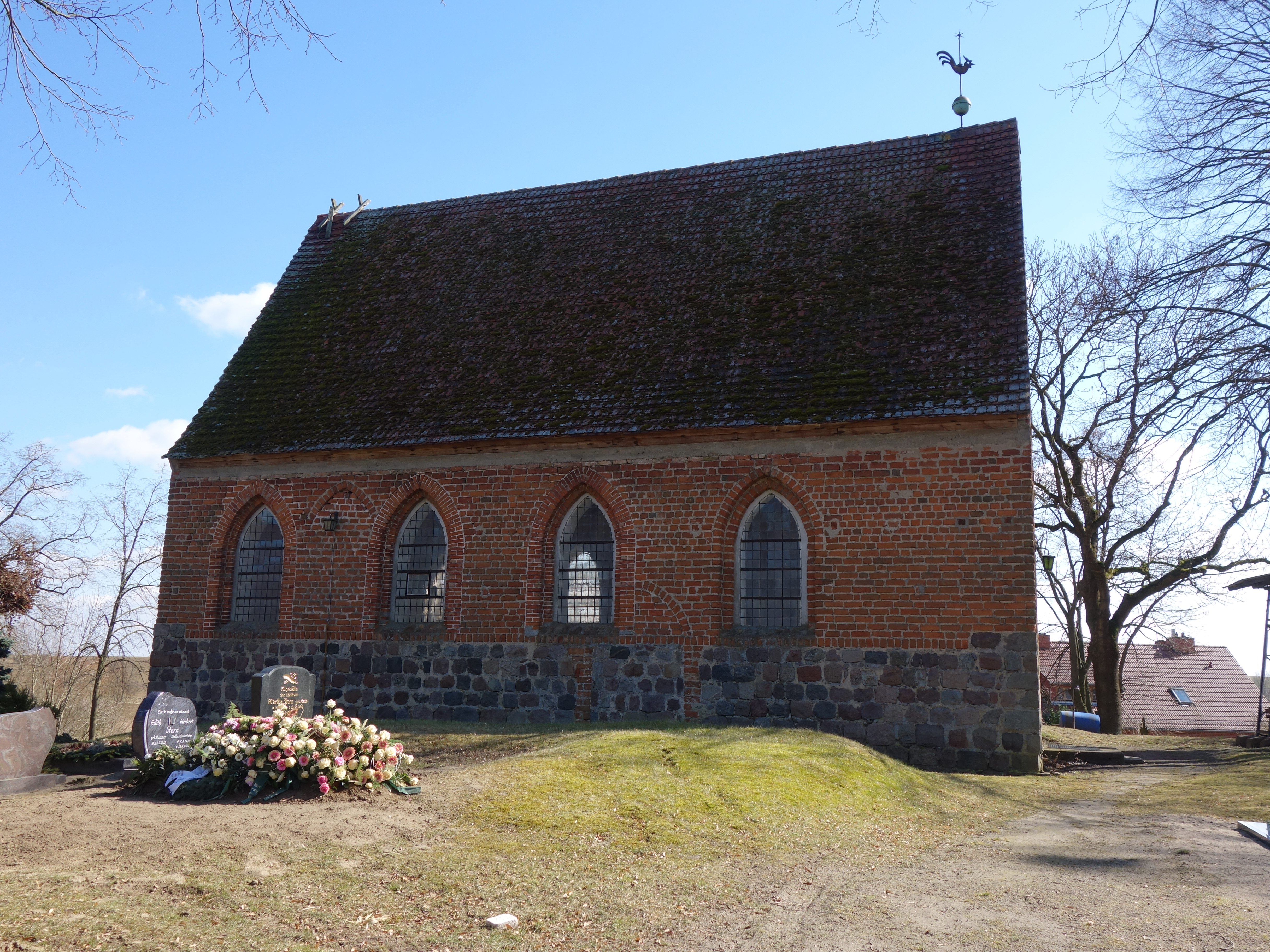
Dorfkirche Drense

- Die evangelische Dorfkirche Drense ist ein auf einem Feldsteinsockel errichteter Backsteinsaalbau, der im 14. Jahrhundert erbaut wurde. In der Ostwand hat die Kirche eine Dreifenstergruppe in einer Spitzbogenblende, an den Seiten besitzt das Gebäude Spitzbogenfenster sowie zwei Lanzettfenster neben dem Portal an der Westfront. Der Backsteinanbau an der südöstlichen Ecke wurde Anfang des 20. Jahrhunderts hinzugefügt. Die Kirche wurde im Jahr 1945 bei einem Brand zerstört und bis 1964 wiederaufgebaut, wobei auf den ursprünglichen hölzernen Dachturm verzichtet wurde.[3]
- Die Stallscheune im Hofraum des Pfarrgehöftes der Kirchengemeinde Drense wurde in der zweiten Hälfte des 18. Jahrhunderts errichtet und ist ein eingeschossiger Fachwerkbau mit Lehmstakenausfachung. Das Gebäude wurde auf einen Feldsteinsockel gebaut.[4]
- Südlich der Kirche befindet sich der Burgwall Drense, der Burgstall einer historischen Burganlage, die eine Hauptburg der ursprünglich in dem Gebiet siedelnden Ukranen war. Die Burganlage wurde im 13. Jahrhundert aufgegeben. Die Kirche und die Scheune werden in der Denkmalliste des Landes Brandenburg als Baudenkmal und der Burgwall als Bodendenkmal geführt.

## Einwohnerentwicklung
| Jahr | Einwohner |
| ---- | --------- |
| 1875 | 228       |
| 1890 | 243       |
| 1925 | 279       |

| Jahr | Einwohner |
| ---- | --------- |
| 1933 | 257       |
| 1939 | 211       |
| 1946 | 318       |

| Jahr | Einwohner |
| ---- | --------- |
| 1950 | 384       |
| 1964 | 285       |
| 1971 | 281       |

| Jahr | Einwohner |
| ---- | --------- |
| 1981 | 236       |
| 1989 | 195       |
| 1996 | 198       |

Gebietsstand des jeweiligen Jahres